# Psettina
Psettina là một chi cá trong họ Bothidae thuộc bộ cá thân bẹt Pleuronectiformes, chúng là loài bản địa của vùng Thái Bình Dương.

## Các loài
Hiện hành có 10 loài được ghi nhận trong chi này:
- Psettina brevirictis (Alcock, 1890)
- Psettina filimana S. Z. Li & H. M. Wang, 1982
- Psettina gigantea Amaoka, 1963 (Rough-scaled flounder)
- Psettina hainanensis (H. W. Wu & S. F. Tang, 1935)
- Psettina iijimae (D. S. Jordan & Starks, 1904)
- Psettina multisquamea Fedorov & Foroshchuk, 1988
- Psettina profunda (M. C. W. Weber, 1913)
- Psettina senta Amaoka & Larson, 1999
- Psettina tosana Amaoka, 1963
- Psettina variegata (Fowler, 1934)